# Menoncourt
Menoncourt (deutsch früher Mimingen) ist eine französische Gemeinde mit 391 Einwohnern (Stand: 1. Januar 2022) im Territoire de Belfort in der Region Bourgogne-Franche-Comté. Die Bewohner werden Menoncourtois und Menoncourtoises genannt.

## Geographie
Menoncourt liegt auf 376 m Höhe, etwa sieben Kilometer ostnordöstlich der Stadt Belfort (Luftlinie). Das Dorf erstreckt sich im Norden der Burgundischen Pforte, auf dem Plateau südlich der Forêt de Roppe im Vorland der Vogesen, zwischen den Bachläufen von Ermite und Madeleine.
Die Fläche des 4,70 km² großen Gemeindegebiets umfasst einen Abschnitt der nur schwach reliefierten Landschaft im Bereich der Burgundischen Pforte (Trouée de Belfort). Der Hauptteil des Gebietes wird von einem Plateau eingenommen, das durchschnittlich auf 370 m liegt und ganz leicht gegen Süden geneigt ist. Es ist überwiegend mit Acker- und Wiesland bedeckt, zeigt aber auch einige Waldflächen. Im Osten reicht der Gemeindeboden in die mehr als 500 Meter breite Talmulde der Madeleine, die für die Entwässerung nach Süden über die Bourbeuse und zur Allaine sorgt. Ganz im Norden leitet ein bewaldeter Hang zum Bois d’Eguenigue über, dem östlichen Teil des Hügelgebietes der Forêt de Roppe. Auf dem Mont wird mit 461 m die höchste Erhebung von Menoncourt erreicht.
Zu Menoncourt gehört die Siedlung Les Errues (378 m) in der Talebene der Madeleine am Ostrand der Forêt de Roppe. Nachbargemeinden von Menoncourt sind Anjoutey und Saint-Germain-le-Châtelet im Norden, Bethonvilliers und Larivière im Osten, Lacollonge und Phaffans im Süden sowie Eguenigue im Westen.

## Geschichte
Erstmals urkundlich erwähnt wird Menoncourt im Jahr 1347 unter dem deutschen Namen Muningen. Der Ortsname geht auf den germanischen Personennamen Muno und das lateinische Wort cortis (Hof) zurück. Zunächst im Einflussbereich der Herren von Montbéliard stehend, gelangte Menoncourt Mitte des 14. Jahrhunderts unter die Oberhoheit der Habsburger. Es gehörte zur Herrschaft Rougemont, doch hatten auch andere Herrschaften Besitz auf dem Gebiet. Zusammen mit dem Sundgau kam das Dorf mit dem Westfälischen Frieden 1648 an die französische Krone. Seit 1793 gehörte Menoncourt zum Département Haut-Rhin, verblieb jedoch nach dem Deutsch-Französischen Krieg 1871 als Teil des arrondissement subsistant du Haut-Rhin im Gegensatz zum restlichen Elsass bei Frankreich. In der ersten Hälfte des 20. Jahrhunderts wurde das Dorf durch eine Bahnlinie, die von Belfort nach Étueffont führte, an das französische Eisenbahnnetz angebunden. Seit 1997 gehörte Menoncourt zunächst dem Gemeindeverband Communauté de communes du Tilleul an, der 2017 in der Grand Belfort Communauté d’Agglomération aufging.

## Bevölkerung
| Bevölkerungsentwicklung | Bevölkerungsentwicklung |
| Jahr                    | Einwohner               |
| ----------------------- | ----------------------- |
| 1962                    | 137                     |
| 1968                    | 146                     |
| 1975                    | 188                     |
| 1982                    | 239                     |
| 1990                    | 281                     |
| 1999                    | 356                     |
| 2007                    | 384                     |
| 2013                    | 419                     |
| 2020                    | 400                     |

Mit 391 Einwohnern (1. Januar 2022) gehört Menoncourt zu den kleinen Gemeinden des Département Territoire de Belfort. Nachdem die Einwohnerzahl in der ersten Hälfte des 20. Jahrhunderts klar abgenommen hatte (1886 wurden noch 298 Personen gezählt), wurde seit Beginn der 1970er Jahre wieder ein kräftiges Bevölkerungswachstum verzeichnet. Seither hat sich die Einwohnerzahl mehr als verdoppelt.

## Wirtschaft und Infrastruktur
Menoncourt war bis weit ins 20. Jahrhundert hinein ein vorwiegend durch die Landwirtschaft (Ackerbau, Obstbau und Viehzucht) und die Forstwirtschaft geprägtes Dorf. Die Wasserkraft der Madeleine wurde früher für den Betrieb von Mühlen genutzt. Daneben gibt es heute verschiedene Betriebe des Klein- und Mittelgewerbes, vor allem in der Bau- und Transportbranche. Mittlerweile hat sich das Dorf zu einer Wohngemeinde gewandelt. Viele Erwerbstätige sind auch Pendler, die in der Agglomeration Belfort ihrer Arbeit nachgehen.
Die Ortschaft ist verkehrstechnisch gut erschlossen. Sie liegt an einer Departementsstraße, die von Roppe nach Fontaine führt. Der nächste Anschluss an die Autobahn A36, welche das Gemeindegebiet durchquert, befindet sich in einer Entfernung von ungefähr fünf Kilometern. Weitere Straßenverbindungen bestehen mit Bethonvilliers und Phaffans.

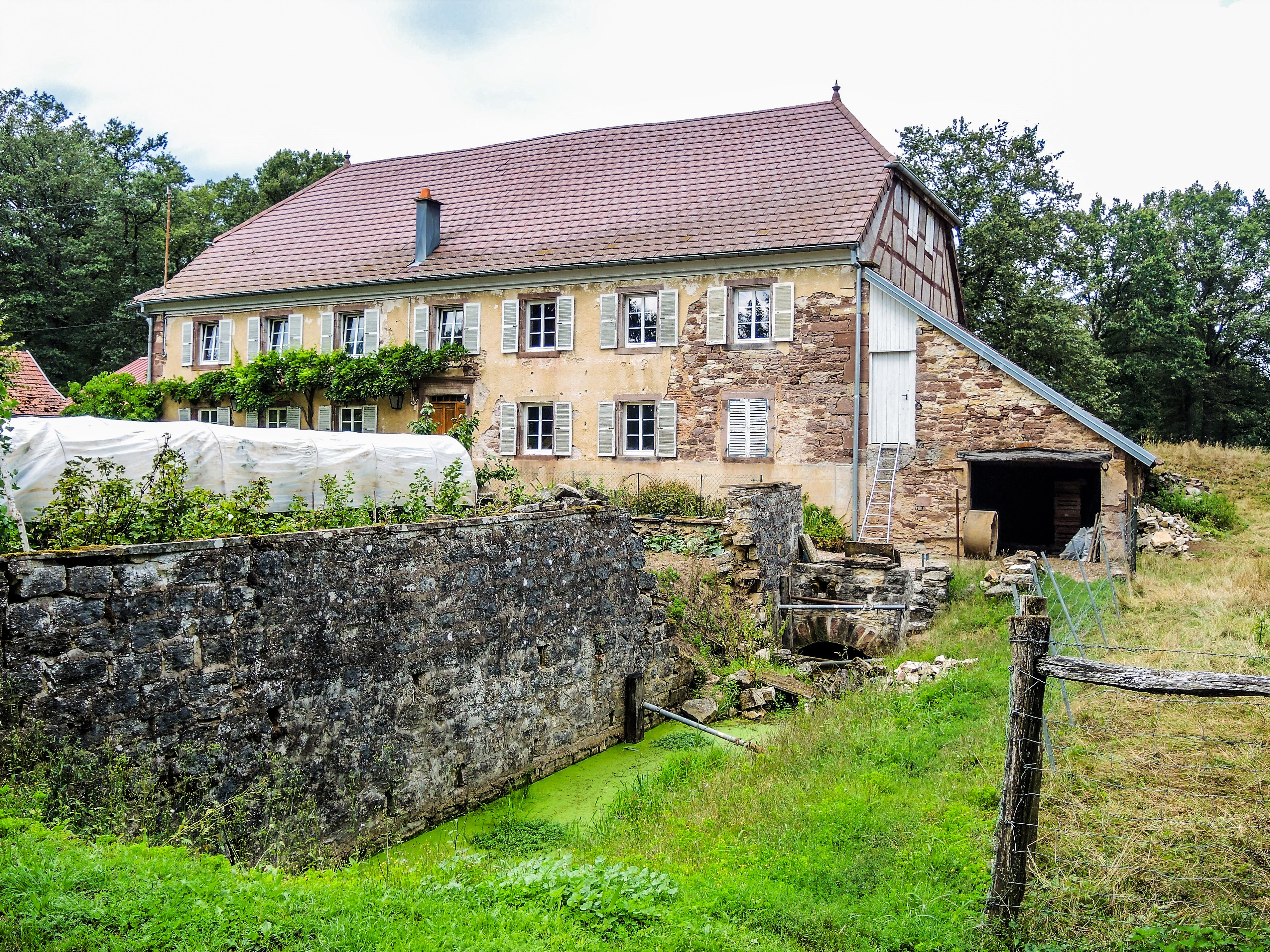
Ehemalige Wassermühle